# Фарго (телесериал)
«Фа́рго» (англ. Fargo) — американский телесериал-антология в жанре чёрной трагикомедии, создателем и автором которого является Ной Хоули. Проект вдохновлён одноимённым фильмом братьев Коэн 1996 года, которые выступили исполнительными продюсерами сериала. Премьера состоялась 15 апреля 2014 года на канале FX.
Главные роли в первом сезоне исполнили Билли Боб Торнтон, Мартин Фримен, Эллисон Толман и Колин Хэнкс. Премьера сериала была успешной. По итогам показов «Фарго» был отмечен премией «Эмми» как лучший мини-сериал, а также был награждён за лучшую режиссуру и подбор актёров. Вслед за премией «Эмми» первый сезон получил «Золотой глобус» как лучший мини-сериал, а Билли Боб Торнтон был награждён премией «Золотой глобус» за лучшую мужскую роль.
Второй сезон вышел на экраны 12 октября 2015 года. В главных ролях снялись Патрик Уилсон, Тед Дэнсон, Кирстен Данст, Джесси Племонс, Джин Смарт. Со стороны телевизионных критиков сериал опять получил в подавляющем большинстве положительные оценки. На прошедшей 68-й церемонии вручения премии «Эмми» второй сезон «Фарго» занимал третье место по числу номинаций, претендуя на награду в 18 категориях.
23 ноября 2015 года FX продлил сериал на третий сезон. Главные роли исполнили Юэн Макгрегор и Кэрри Кун. Премьера состоялась в апреле 2017 года.
Сюжет четвёртого сезона разворачивается в 1950 году в Канзас-Сити, штат Миссури, а главные роли исполняют Крис Рок, Джейсон Шварцман, Джесси Бакли, Бен Уишоу и Тимоти Олифант. Премьера сезона была намечена на 19 апреля 2020 года, однако ввиду пандемии COVID-19 была перенесена на 27 сентября 2020 года.
В феврале 2022 года сериал был продлён на пятый сезон. Его действие происходит в 2019 году.

## Сюжет
| Сезон | Серии | Серии | Даты показа      | Даты показа     |
| Сезон | Серии | Серии | Первая серия     | Последняя серия |
| ----- | ----- | ----- | ---------------- | --------------- |
| 1     | 10    | 10    | 15 апреля 2014   | 17 июня 2014    |
| 2     | 10    | 10    | 12 октября 2015  | 14 декабря 2015 |
| 3     | 10    | 10    | 19 апреля 2017   | 21 июня 2017    |
| 4     | 11    | 11    | 27 сентября 2020 | 29 ноября 2020  |
| 5     | 10    | 10    | 21 ноября 2023   | 16 января 2024  |

### Первый сезон
В январе 2006 года Лорн Малво (Билли Боб Торнтон), преступник и социопат, проезжает через провинциальный городок Бемиджи штата Миннесота. Случайная встреча в больнице с Лестером Найгаардом (Мартин Фримен), неудачливым страховым агентом, трагически меняет жизнь последнего, запуская череду жестоких убийств, к расследованию которых приступают местные полицейские — активная, любящая свою профессию Молли Солверсон (Эллисон Толман) и Гас Гримли (Колин Хэнкс).

### Второй сезон
История второго сезона сосредоточена вокруг событий, произошедших зимой 1979 года в Су-Фолсе, штат Южная Дакота, о котором часто упоминали на протяжении первого сезона, а главными героями стали молодые Лу Солверсон (Патрик Уилсон) и его жена Бетси (Кристин Милиоти), мать Молли.

### Третий сезон
Действие серий третьего сезона происходит в 2010 году, что даёт возможность возвращения персонажей из предыдущих сезонов. По словам Хоули, «связи будут, так же как первый сезон связан с фильмом, и второй сезон связан с первым».

### Четвёртый сезон
Действие начинается в Канзас-Сити (штат Миссури) 50-х годов, где за лидерство борются мафиозные группировки. Евреи враждуют с ирландцами, ирландцы с итальянцами, итальянцы с афроамериканцами. И есть в этом городе одна традиция: в знак достижения согласия и перемирия между кланами главари обмениваются сыновьями и воспитывают их как своих собственных. Итальянская мафия устанавливает хрупкий мир с афроамериканцами, и теперь теневой бизнес под общим контролем, но тут происходит неожиданное — в больнице умирает глава итальянского клана.

### Пятый сезон
Действие происходит в 2019 году на Верхнем Среднем Западе.

## История создания

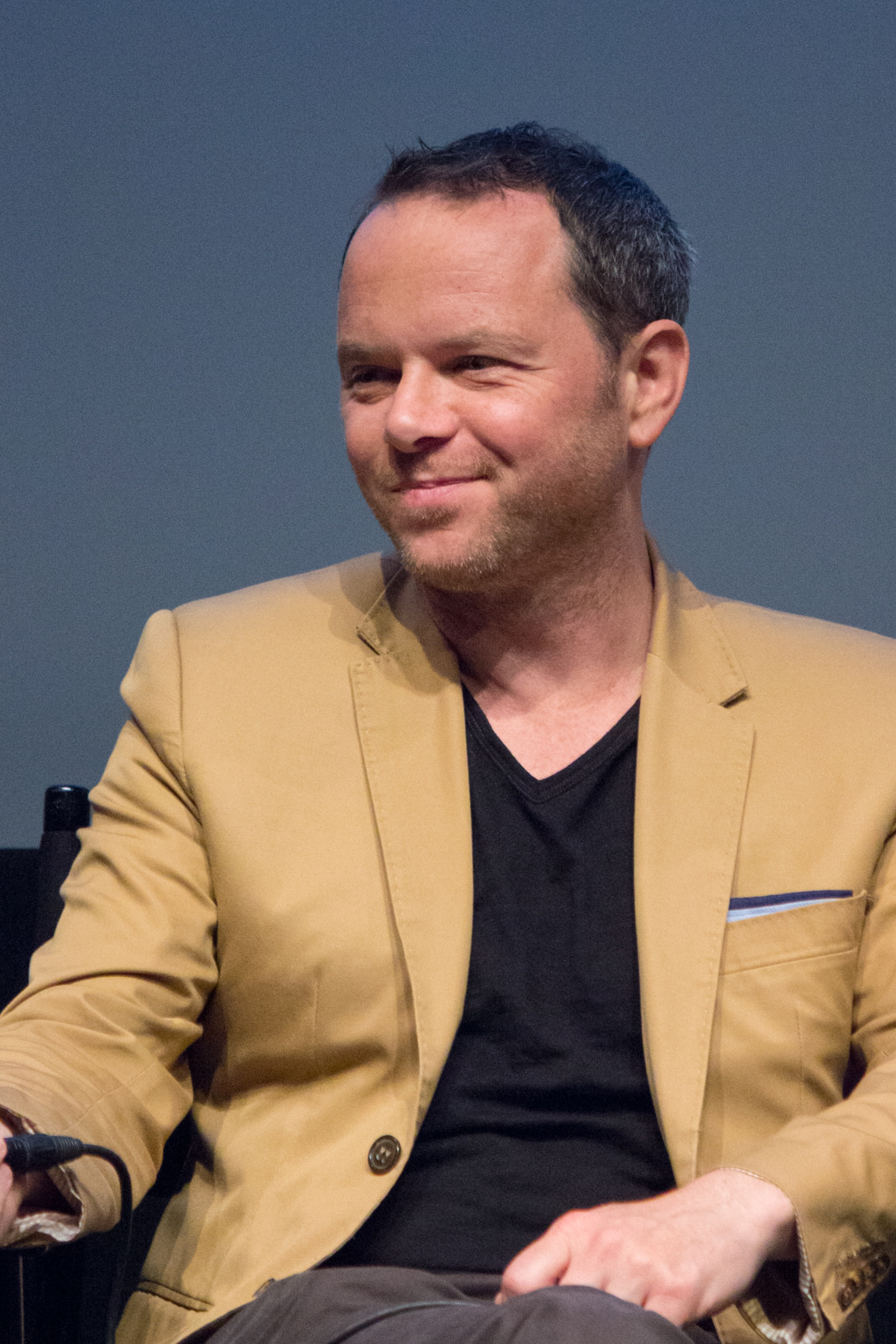
Создатель сериала Ной Хоули

### Шоураннер
Создателем и единственным сценаристом первого сезона «Фарго» стал Ной Хоули, который до этого был сценаристом и продюсером первых трёх сезонов сериала «Кости», а также успел поработать над двумя не особо успешными сериалами для канала ABC. Предложение о телеадаптации фильма «Фарго» Хоули получил от компаний MGM и FX. Сами братья Коэн, хотя и значатся в титрах в качестве исполнительных продюсеров, на самом деле не принимали участия в работе над сериалом. По словам Ноя Хоули они лишь прочли сценарий и дали своё одобрение на использование их имён для проекта.

### Первоисточник
Первый сезон телесериала «Фарго» содержит множество заимствований из оригинального фильма братьев Коэн, начиная с целых сюжетных линий и заканчивая мелкими деталями. В целом проекту удалось воссоздать прототипы персонажей и атмосферу провинциального зимнего городка, не утратив при этом своеобразного чёрного юмора. Центральная для фильма сюжетная линия о расследовании, которое ведёт сотрудница полиции, в сериале отходит на второй план, а главное действие больше напоминает другую картину братьев Коэн — «Старикам тут не место». Хоули говорил: «Мне нравится говорить, что мы делаем „No Country for the Old Fargo“».

## В ролях

### Первый сезон

#### Основной состав
- Билли Боб Торнтон — Лорн Малво
- Мартин Фримен — Лестер Найгаард
- Эллисон Толман — заместитель шерифа Молли Солверсон
- Колин Хэнкс — офицер Гас Гримли

#### Второстепенный состав
- Боб Оденкёрк — шериф Билл Освальт
- Адам Голдберг — мистер Намберс
- Расселл Харвард — мистер Ренч
- Оливер Платт — Ставрос Майлос
- Гленн Хоуэртон — Дон Чамп
- Джордан Пил — Уэбб Пеппер
- Киган-Майкл Ки — Билл Бадж
- Джоуи Кинг — Грета Гримли
- Кит Кэррадайн — Лу Солверсон
- Кевин О'Грейди — Сэм Хесс
- Кейт Уолш — Джина Хесс
- Аттикус Митчелл — Микки Хесс
- Лайам Грин — Мо Хесс
- Джули Энн Эмери — Ида Турман
- Шон Дойл[англ.] — шериф Верн Турман
- Том Мусгрейв — Бо Мунк
- Рейчел Бланчард — Китти Найгаард
- Джошуа Клоуз — Чез Найгаард
- Келли Холден Башар — Перл Найгаард
- Сьюзен Парк[англ.] — Линда Парк
- Гари Валентайн[англ.] — заместитель шерифа Надсен

### Второй сезон

#### Основной состав
- Кирстен Данст — Пегги Блумквист
- Патрик Уилсон — офицер полиции Лу Солверсон
- Джесси Племонс — Эд Блумквист
- Джин Смарт — Флойд Герхардт
- Тед Дэнсон — шериф Хэнк Ларссон

#### Второстепенный состав
- Кристин Милиоти — Бетси Солверсон
- Букем Вудбайн — Майк Миллиган
- Ник Офферман — Карл Уэтерс
- Джеффри Донован — Додд Герхардт
- Киран Калкин — Рай Герхардт
- Майкл Хоган — Отто Герхардт
- Энгус Сэмпсон — Беар Герхардт
- Рэйчел Келлер — Симона Герхардт
- Брэд Гарретт — Джо Було
- Зан Маккларнон — Хэнзи Дент
- Брюс Кэмпбелл — Рональд Рейган

Некоторые актёры из первого сезона вернулись во втором. Мартин Фримен выступает в роли рассказчика в одном из эпизодов. Эллисон Толман, Колин Хэнкс, Джоуи Кинг и Кит Кэррадайн появляются в камео-роли в последнем эпизоде.

### Третий сезон

#### Основной состав
- Юэн Макгрегор — Эммит и Рэй Стасси
- Кэрри Кун — шериф, а затем офицер полиции Глория Бёргл
- Мэри Элизабет Уинстэд — Никки Сванго
- Горан Богдан — Юрий Гурка
- Дэвид Тьюлис — В. М. Варга

#### Второстепенный состав
- Майкл Стулбарг — Сай Фелтц
- Марк Форвард — Донни Машмэн
- Скут Макнейри — Морис Лефей
- Ши Уигхэм — шериф Мо Дэммик
- Оливия Сандовал — офицер полиции Винни Лопес
- Энди Ю — Мимо
- Хэмиш Линклейтер — Лару Доллард
- Грэм Верчир — Натан Бёргл
- Рэй Уайз — Пол Мэррэйн
- Фред Меламед — Ховард Циммерман
- Томас Манн — Таддеус Мобли
- Мэри Макдоннелл — Руби Голдфарб
- Ди Джей Куоллс — Голем

Среди вернувшихся актёров из первого сезона числятся Билли Боб Торнтон в роли рассказчика и Расселл Харвард.

### Четвёртый сезон

#### Основной состав
- Крис Рок — Лой Кэннон
- Джесси Бакли — Ораэтта Мэйфлауэр
- Джейсон Шварцман — Йосто Фадда
- Бен Уишоу — Патрик «Раввин» Миллиган
- Джек Хьюстон — Одис Вефф
- Сальваторе Эспозито — Гаэтано Фадда
- Эмири Кратчфилд — Этельрида Перл Смутни
- Эндрю Бёрд — Турман Смутни
- Андзи Уайт — Дибрелл Смутни
- Джереми Харрис — Леон Биттл
- Мэттью Элам — Лемюэль Кэннон
- Кори Хендрикс — Оми Спаркман
- Джеймс Винсент Мередит — Опал Рэкли
- Франческо Аквароли — Эбал Виоланте
- Гаэтано Браун — Констант Каламита
- Стивен Спенсер — доктор Дэвид Гарвард
- Карен Олдридж — Зельмар Рулет

#### Второстепенный состав
- Глинн Тёрмен — Доктор Сенатор
- Тимоти Олифант — Дик «Глухой» Виквар
- Келси Чоу — Свани Кэппс
- Дж. Николь Брукс — Буэль Кэннон
- Родни Л Джонс III — Майкл «Сатчел» Кэннон
- Надя Симмс — Пессиминдл Кэннон
- Ханна Лав Джонс — Флорин Кэннон
- Томмазо Раньо — Донателло Фадда
- Торри Хэнсон — директор Райс Криско
- Уилл Клинджер — Теодор «Мистер Снеговик» Роуч
- Крус Гонсалес-Кадель — Нанида Фадда
- Шон Фортунато — Антон Дюмини
- Эван Малруни — Джо Було

### Пятый сезон

#### Основной состав
- Джуно Темпл — Дороти «Дот» Лион
- Дженнифер Джейсон Ли — Лоррейн Лион
- Дэвид Рисдал — Уэйн Лион
- Джо Кири — Гатор Тиллман
- Ламорн Моррис — Витт Фарр
- Рича Мурджани — Индира Олмстед
- Сэм Спруэлл — Оле Мунк
- Сиенна Кинг — Скотти Лион
- Дэйв Фоли — Дэниш Грейвз
- Джон Хэмм — Рой Тиллман

## Производство
В 2012 году телеканал FX вместе с братьями Коэн в качестве исполнительных продюсеров объявил, что разрабатывает телесериал, основанный на «оскароносном» фильме «Фарго» 1996 года. Позже было анонсировано, что адаптация будет состоять из 10 серий. 2 августа 2013 года было объявлено, что одну из главных ролей получил Билли Боб Торнтон. 27 сентября 2013 года к актёрскому составу присоединился Мартин Фримен. 3 октября 2013 года Колин Хэнкс был утверждён на роль офицера полиции Дулута Гаса Гримли. Производство началось осенью 2013 года, а съёмки проводились в Калгари, Альберте, и в их округах.
Сериал входит в ту же вымышленную вселенную, что и фильм, события которого происходят в 1987 году. В первом сезоне в качестве ответвлённой сюжетной линии показывается закопанный выкуп из оригинального фильма. Кроме того, в сериале присутствуют множество намёков, отсылающих к фильму. Название каждой серии отсылает к известному логическому парадоксу, притче или коану.
Когда было объявлено о продлении сериала на второй сезон в июле 2014 года, Ной Хоули раскрыл несколько подробностей насчёт него. Он сказал, что сюжет сосредоточится на событиях, происходивших в Су-Фолсе, штат Южная Дакота в 1979 году, о которых упоминал Лу Солверсон в первом сезоне. Все десять серий будут происходить в Луверне, Фарго и Су-Фолсе. Хоули решил, что события будут происходить до показанных в фильме, но он верит, что все истории связаны вместе: «Мне нравится идея того, что где-то там существует огромная книга в кожаном переплёте о настоящем детективе на Среднем Западе, а фильм был бы её четвёртой главой, а первый сезон — девятой и второй сезон — второй» — он сказал. «Вы можете листать страницы этой книги, а там будут собраны все истории вместе. …мне нравится идея, что они все связаны каким-то образом. И не важно — линейно, буквально или тематически. Они просто вместе».
В марте 2021 года стало известно о начале работы над пятым сезоном. Его премьера намечена на 2022 год.

## «Это реальная история»
Как и оригинальный фильм, каждая серия начинается с наложенного текста: 
«Это реальная история. События, о которых рассказывается в сериале, произошли в Миннесоте в [2006; 1979; 2010, 1950, 2019] году. По просьбе выживших имена персонажей были изменены. Из уважения к погибшим всё показано так, как было на самом деле».
В действительности это утверждение справедливо только отчасти. Основой сюжетов сериала стали обрывки действительных преступлений, соединённых и перемешанных в соответствии с авторским замыслом сценаристов. Ной Хоули перенял этот приём у Коэнов, отметив, однако, что благодаря необычным деталям сумел преподнести «историю в новом ключе».

## Реакция

### Критика и отзывы

#### Первый сезон
Первый сезон сериала заслужил высокие оценки телекритиков. На веб-агрегаторе Rotten Tomatoes первый сезон имеет рейтинг 97 %, основанный на 54 отзывах, со средней оценкой 8,6 из 10. Рецензенты сошлись во мнении, что «основанный на одноимённом фильме, новый сериал сохранил атмосферу, стилистику и место действия оригинала, но вместе с тем представил более одиозных персонажей и новую сюжетную линию, которая содержит великолепный чёрный юмор и неожиданные повороты». На сайте Metacritic первому сезону присвоен рейтинг 85 из 100 на основе 40 одобрительных отзывов.
Рот Корнет, рецензент сайта IGN, дал сериалу оценку 9,7 из 10, похвалив создателей за подбор актёров, сценарий и тематическую связь с фильмом-первоисточником. Интернет-издание The A.V. Club назвало «Фарго» в числе шести лучших телесериалов 2014 года.

#### Второй сезон
Продолжение стало не менее успешным, чем первый сезон. Критики опять высоко оценили сериал. На веб-агрегаторе Rotten Tomatoes второй сезон достиг рейтинга 100 %, на основе 59 отзывов, со средней оценкой 9,1 из 10. Критический консенсус сайта заключает, что «второй сезон сохраняет все элементы, которые сделали первую часть хитом: здесь вам и новый звёздный состав, и развязный цинизм, и даже чуточка абсурда». На сайте Metacritic второй сезон получил 96 баллов из 100 на основе 33 одобрительных отзывов.

### Награды и номинации

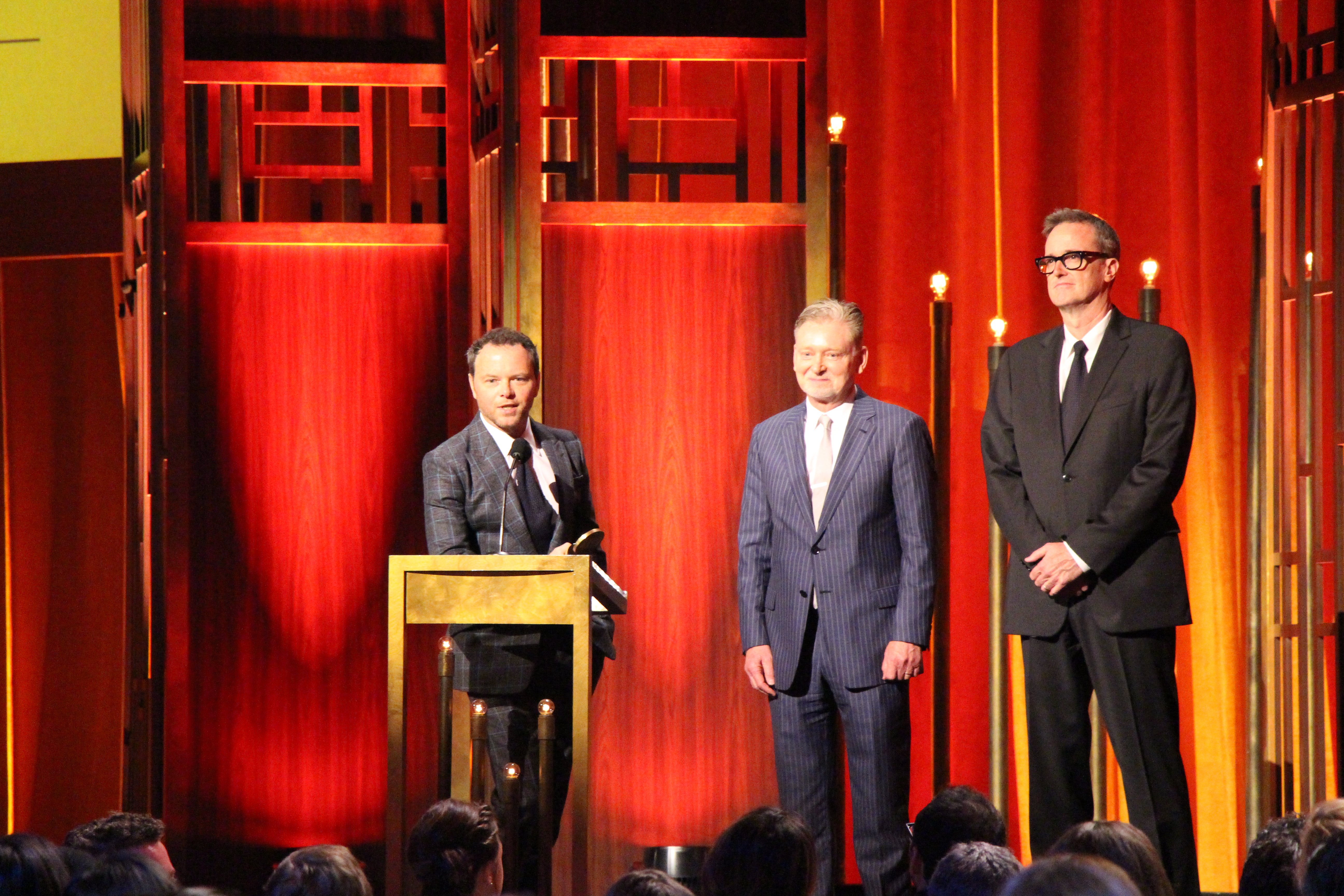
Ной Хоули, Уоррен Литлфилд и Джон Камерон на 74-й ежегодной церемонии вручения премии Пибоди

По итогам показов двух сезонов сериал «Фарго» участвовал в 133 номинациях на различные телевизионные премии и завоевал 32 награды. Американский институт киноискусства дважды включал сериал в свою десятку лучших телевизионных программ в 2014 и 2015 году. Ассоциация телевизионных журналистов наградила «Фарго» премией «Выбор телевизионных критиков» в категории лучший мини-сериал в 2014 и 2016 году. Оба сезона также заслужили Премию Гильдии продюсеров США.
Первый сезон «Фарго» был отмечен премией «Эмми» как лучший мини-сериал. Колин Бакси был награждён за лучшую режиссуру мини-сериала. Третья статуэтка «Эмми» досталась сериалу за подбор актёров. Вслед за премией «Эмми» первый сезон получил «Золотой глобус» как лучший мини-сериал, а Билли Боб Торнтон был награждён премией «Золотой глобус» за лучшую мужскую роль. За исполнение главной роли Торнтон также получил премию «Выбор телевизионных критиков». Эллисон Толман была отмечена Ассоциацией телевизионных журналистов как лучшая актриса второго плана. На счету первого сезона также имеются премия Пибоди, награда Королевского телевизионного общества и технические премии за музыку, грим, подбор актёров, аудиомонтаж.
На 68-й церемонии вручения премии «Эмми» второй сезон «Фарго» занимает третье место по числу номинаций, претендуя на награду в 18 категориях. Гильдия сценаристов США наградила авторов второго сезона за лучший адаптированный сценарий. Ассоциация телевизионных журналистов наградила Кирстен Данст премией «Выбор телевизионных критиков», как лучшую актрису в мини-сериале, а за роли второго плана получили награды Джесси Племонс и Джин Смарт.

### Телевизионные рейтинги
| Сезон | Кол-во эпизодов | Премьера         | Премьера                     | Финал           | Финал                        | Средняя аудитория (в миллионах) |
| Сезон | Кол-во эпизодов | Дата             | Число зрителей (в миллионах) | Дата            | Число зрителей (в миллионах) | Средняя аудитория (в миллионах) |
| ----- | --------------- | ---------------- | ---------------------------- | --------------- | ---------------------------- | ------------------------------- |
| 1     | 10              | 15 апреля 2014   | 2,65                         | 17 июня 2014    | 1,98                         | 1,89                            |
| 2     | 10              | 12 октября 2015  | 1,59                         | 14 декабря 2015 | 1,82                         | 1,30                            |
| 3     | 10              | 19 апреля 2017   | 1,42                         | 21 июня 2017    | 1,22                         | 1,13                            |
| 4     | 11              | 27 сентября 2020 | 1,22                         | 29 ноября 2020  | 0,85                         | 0,80                            |
| 5     | 10              | 21 ноября 2023   | 0,56                         | 16 января 2024  | 0,60                         | 0,48                            |

## Международная трансляция
15 апреля 2014 года в Канаде состоялась премьера пилотной серии сериала на каналах FXX и FXX; остальные серии были показаны на FXX. 19 апреля 2014 года премьера состоялась в Израиле на канале Hot 3. На следующий день в Великобритании на канале Channel 4. 1 мая 2014 года пилот был показан на SBS One в Австралии, на M-Net в Южной Африке и на SoHo в Новой Зеландии. В России показ начался 19 августа на Первом каналe, а 8 декабря на 2x2. Показ второго сезона сериала в России начался 16 октября 2015 года на Первом каналe.